# Laciniocladium castaneae
Laciniocladium castaneae är en svampart som beskrevs av Petri 1917. Laciniocladium castaneae ingår i släktet Laciniocladium, divisionen sporsäcksvampar och riket svampar.   Inga underarter finns listade i Catalogue of Life.